# لایه ظرفیت

ساختار لوویس مولکول آب

ساختار لوویس (به انگلیسی: Lewis structure) یا ساختار الکترون نقطه (به انگلیسی: electron dot structure) یا ساختار پیوند ظرفیتی (به انگلیسی: Valence-bond structure) ساختاری برای نمایش مولکول یا یون در شیمی است که در آن عنصر را با نماد شیمیایی، الکترون‌های ظرفیتی ناپیوندی را با نقطه و پیوندها را با خط نمایش می‌دهند. در این ساختار بار قراردادی نیز نمایش داده می‌شود. این فرمول را به پاس گیلبرت نیوتون لوویس، دانشمند آمریکایی که در سال ۱۹۱۶ نظریه پیوند کووالانسی را ارائه داد، لوویس نامیدند.